# Pusiola flavicosta
Pusiola flavicosta is een vlinder uit de familie spinneruilen (Erebidae), onderfamilie beervlinders (Arctiinae). De wetenschappelijke naam van de soort is voor het eerst geldig gepubliceerd in 1860 door Hans Daniel Johann Wallengren.
Deze nachtvlinder komt voor in tropisch Afrika.